# São Domingos do Maranhão (kommun)
São Domingos do Maranhão är en kommun i Brasilien.   Den ligger i delstaten Maranhão, i den östra delen av landet, 1 200 km norr om huvudstaden Brasília. Antalet invånare är 33 630.
Följande samhällen finns i São Domingos do Maranhão:
- São Domingos do Maranhão

Omgivningarna runt São Domingos do Maranhão är huvudsakligen savann. Runt São Domingos do Maranhão är det ganska glesbefolkat, med 27 invånare per kvadratkilometer.